# يوهان جيورج ألبيني الكبير
يوهان جيورج ألبيني الكبير (بالألمانية: Johann Georg Albini der Ältere) (ولد في 6 مارس 1624 في نيسا قرب فايسنفيلس – ومات في 25 مايو 1679 في ناومبورج) هو شاعر وعالم لاهوتي إنجيلي ألماني. وينبغي التفريق بينه وبين ابنه الذي يحمل نفس الاسم يوهان جيورج ألبيني الصغير.

## حياته
نشأ ألبيني الكبير من عائلة قسس إنجيلية، درس اللاهوت في يينا في عام 1645 ثم أتم دراسته في لايبزغ. وبعد عدة محطات استقر ليكون مديرا لمدرسة الدير في ناومبورج سنة 1653. وفي سنة 1657 شغل منصب رئيس قسس كنيسة القديس أوتمار في ناومبورج، والذي شغله حتى نهاية حياته.
ألف ألبيني الكبير العديد من الكتابات الدينية، كما ترجم الشعر من الهولندية واللاتينية. ومن بين أغانيه الكنسية المشهورة «لا تعاقبني في غضبك» Straf mich nicht in Deinem Zorn. اصطبغت أعماله الكنسية والشعرية بالتجارب المريرة في فترة حرب الثلاثين عاما. كتب أيضا بعض نصوص من أغاني باخ.

## من أغانيه الشهيرة
- Alle Menschen müssen sterben (1652)
- Welt ade, ich bin dein müde (1668)
- Straf mich nicht in deinem Zorn (1675)